# Castell d'Arànser
El Castell d'Arànser és un edifici de Lles de Cerdanya (Baixa Cerdanya) declarat Bé Cultural d'Interès Nacional.

## Descripció
Les restes del castell d'Arànser Pere Català les situa en un turó proper al nucli de població però aquesta atribució no és segura. Segons altres autors no queda cap rastre d'aquesta fortalesa.

## Història
Una de les primeres noticies del castell d'Arànser, anomenat també Aran, és del 19 de març de 1298, quan Pere d'Aragall reconegué que tenia en feu pel comte Roger Bernat de Foix els castells d'Ansovell, Queralt i Arànser.
L'any 1312 el rei Sanç I de Mallorca va concedir a Arnau de Saga els drets de justícia d'aquest castell i lloc. L'any 1355 el senyoriu era del cavaller Ramon de Junyà.